# Helge Vonsyld
Helge Vonsyld (født 18. oktober 1947 i Randers) er en tidligere landsholdsspiller i fodbold.
Vonsyld nåede at spillede 1973-1974 10 A-landskampe og var anfører i tre. Derudover spillede han fem U21-landsholdskampe. Han deltog som reserve i OL i 1972, som blev afholdt i München.
Vonsyld spillede for Randers Freja 1966-1980. Han var med til at vinde Landspolkalturnerinen tre gange; 1967, 1968 og 1973 hvor han også blev udnævnt til pokalfighter.
Vonsyld er i dag direktør for Provinsforlaget.